# آنزای کاگه‌ماسو
 آنزای کاگه‌ماسو (به ژاپنی: 安西 景益 あんざい かげます); تولد نامشخص – مرگ نامشخص در اوایل دوره کاماکورا سامورایی درولایت آوا (چیبا) و ملازم میناموتو نو یوریتومو اهل ژاپن بود.